# Collegio uninominale Umbria - 02 (Camera dei deputati 2020)
Il collegio elettorale uninominale Umbria - 02 è un collegio elettorale uninominale della Repubblica Italiana per l'elezione della Camera dei deputati.

## Territorio
Come previsto dalla legge n. 51 del 27 maggio 2019, il collegio è stato definito tramite decreto legislativo all'interno della circoscrizione Umbria.
È formato dal territorio di 28 comuni della provincia di Perugia: Assisi, Bastia Umbra, Bettona, Cannara, Citerna, Città di Castello, Corciano, Costacciaro, Deruta, Fossato di Vico, Gualdo Tadino, Gubbio, Lisciano Niccone, Magione, Marsciano, Monte Santa Maria Tiberina, Montone, Nocera Umbra, Passignano sul Trasimeno, Perugia, Pietralunga, San Giustino, Scheggia e Pascelupo, Sigillo, Torgiano, Tuoro sul Trasimeno, Umbertide e Valfabbrica.
Il collegio è parte del collegio plurinominale Umbria - 01.

## Eletti
| Elezione | Elezione | Deputato         | Partito |
| -------- | -------- | ---------------- | ------- |
|          | 2022     | Virginio Caparvi | Lega    |

## Dati elettorali

### XIX legislatura
Come previsto dalla legge elettorale, 147 deputati sono eletti con sistema a maggioranza relativa in altrettanti collegi uninominali a turno unico.
| Candidati                                 | Candidati                  | Voti    | %     | Liste                          | Voti    | %     |
| ----------------------------------------- | -------------------------- | ------- | ----- | ------------------------------ | ------- | ----- |
|                                           | Virginio Caparvi ✔️ Eletto | 99 523  | 44,71 | Fratelli d'Italia              | 66 707  | 29,97 |
| Lega per Salvini Premier                  | Virginio Caparvi ✔️ Eletto | 99 523  | 44,71 | 16 965                         | 7,62    |       |
| Forza Italia                              | Virginio Caparvi ✔️ Eletto | 99 523  | 44,71 | 14 834                         | 6,66    |       |
| Noi moderati/Lupi - Toti - Brugnaro - UDC | Virginio Caparvi ✔️ Eletto | 99 523  | 44,71 | 1 017                          | 0,46    |       |
|                                           | Stefano Vinti              | 61 219  | 27,50 | Partito Democratico-IDP        | 47 445  | 21,31 |
| Alleanza Verdi e Sinistra                 | Stefano Vinti              | 61 219  | 27,50 | 7 996                          | 3,59    |       |
| +Europa                                   | Stefano Vinti              | 61 219  | 27,50 | 4 978                          | 2,24    |       |
| Impegno Civico - Centro Democratico       | Stefano Vinti              | 61 219  | 27,50 | 800                            | 0,36    |       |
|                                           | Alessandra Ruffini         | 27 909  | 12,54 | Movimento 5 Stelle             | 27 909  | 12,54 |
|                                           | Carla Casciari             | 19 869  | 8,93  | Azione - Italia Viva - Calenda | 19 869  | 8,93  |
|                                           | Maela Peraio               | 3 613   | 1,62  | Italexit                       | 3 613   | 1,62  |
|                                           | Matteo Galli               | 3 257   | 1,46  | Partito Comunista Italiano     | 3 257   | 1,46  |
|                                           | Patrizia Casavecchia       | 2 950   | 1,33  | Italia Sovrana e Popolare      | 2 950   | 1,33  |
|                                           | Roberto Ghiandoni          | 2 697   | 1,21  | Unione Popolare                | 2 697   | 1,21  |
|                                           | David Urru                 | 1 424   | 0,64  | Vita                           | 1 424   | 0,64  |
|                                           | Giovanni Antonio Cocco     | 154     | 0,07  | Noi di Centro – Europeisti     | 154     | 0,07  |
| Totale                                    | Totale                     | 222 615 | 100   |                                | 222 615 | 100   |
|                                           |                            |         |       |                                |         |       |
| Schede bianche                            | Schede bianche             | 3 580   | 1,54  |                                |         |       |
| Schede nulle                              | Schede nulle               | 6 668   | 2,86  |                                |         |       |
| Votanti                                   | Votanti                    | 232 863 | 70,01 |                                |         |       |
| Elettori                                  | Elettori                   | 332 594 |       |                                |         |       |